# Stefan Dimle
Stefan Dimle, född 7 juni 1967 i Köping, är basist i det svenska progressiva rockbandet Landberk och var tidigare medlem i Morte Macabre och Paatos. Han är drivande motor i bolaget Mellotronen som också är huvudarrangör av den flytande rockfestivalen Melloboat som hållits ombord på de tre skeppen Silja Festival (Stockholm–Åbo), Silja Symphony (Stockholm–Helsingfors) och Isabelle (Stockholm–Riga)
Stefan Dimle drev även musikföreningen Mello-Club i Stockholm.

## Mellotronen
Under 1980-talet spelade Stefan Dimle i en mängd lokala rockband i Borlänge, bland annat LSB, Mandate & Kajuku.  1986 startade Dimle rockklubben Mellotronen i Borlänge. Rörelsen drevs under ett par år parallellt i Stockholm och Borlänge. Tack vare sitt stora utbud av svårtillgängliga CD och LP inom genren progressiv rock så kom skivaffären i Stockholm att bli en viktig knutpunkt för musiker och fans av svensk progressiv rock under 1990-talet. Skivbutiken Mellotronen låg på Kåkbrinken i Gamla Stan i Stockholm men har numera sitt säte i Gustavsberg.

## Landberk
Stefan Dimle spelade med Stockholmsbaserade Landberk mellan 1990 och 1997. De släppte tre album och två EP på skivbolag som Record Heaven och amerikanska Laser's Edge. De progressiva rockgrupperna Landberk, Änglagård och Anekdoten samarbetade mycket och alla tre använde flitigt klaviaturinstrumentet Mellotron, vilket även är namnet på Dimles företag. Dessa tre grupper bidrog med en nytändning inom den progressiva rocken. Detta även på internationell nivå.

## Skivbolaget Mellotronen
Skivbolagsdelen av Mellotronen startades 1991 med en CD-återutgivning av Solid Grounds debutalbum från 1976. Sedan dess har Dimle givit ut närmare 50 CD- och vinylutgåvor. Förutom skivor i egen regi så har även samarbeten och samproduktioner med bland annat Universal, Sveriges Radio, MNW, Sony och EMI ägt rum. Förutom kontinuerlig utgivning av Trettioåriga Krigets skivor så har det blivit mer fokus på jazz såsom Don Cherry, Lars Färnlöf, Dexter Gordon och nu senaste Gimmicks.

## Morte Macabre och Paatos
Tillsammans med medlemmar från Landberk och Anekdoten bildade Stefan Dimle projektet Morte Macabre, som gjort sig kända i filmkretsar genom att spela gammal, främst italiensk filmmusik från 1970-talet. Utifrån Morte Macabre bildades bandet Paatos år 2000. Paatos gav ut fyra skivor och en vinylsingel innan Dimle lämnade bandet. Dimle har även spelat med Emma Nordenstam, And the machine said behold, Turid och Onkel Kånkel and his kånkelbär.

## Melloboat
I januari 2007 arrangerade Dimle en festival på båten Silja Festival för att fira att Mellotronen verkat i 20 år. Bland de medverkande fanns Fläsket brinner, November, Asoka, Morte Macabre, Solid Ground och Emma Nordenstam. I mars 2008 arrangerades ytterligare en kryssning på fartyget Silja Symphony där band som Opeth, Katatonia och Comus uppträdde. Den senaste upplagan av Melloboat gick av stapeln i september 2013. Den gången med destination Riga (Lettland). Ombord fanns artister som Cressida, Opeth, Icecross, Trettioåriga Kriget, Morgan Ågren All Star Team incl. Devin Townsend

## Hans Arnold
Klippans konstförening hyrde in Stefan Dimle som konstkurator för en Hans Arnold-utställning som fick namnet Arnold – Häxmästaren. Klippans konstförening firade 15-årsjubileum 2019 och ville bjuda sina gäster på något extra.
Utställningen innefattade ca 50 originalverk, ca 50 originalaffischer, ca 300 böcker med Arnold-illustrationer, ca 50 skivomslag med Arnold-illustrationer samt VHS-omslag och serietidiningar, samtliga med Arnold-illustrationer. Förutom utställningen så premiärvisades regissör Micke Engströms dokumentärfilm Hans Arnold - Penselns Häxmästare vid tre tillfällen. Utställningen innefattade även tecknade filmer av Hans Arnold samt ett bildspel med ca 1400 illustrationer. Utställningen hade öppet mellan 26 januari och 3 mars och besöktes av 8365 personer vilket är rekord för Klippans Konstförening.